# Trimma marinae
Trimma marinae és una espècie de peix de la família dels gòbids i de l'ordre dels perciformes.

## Morfologia
- Els mascles poden assolir 2 cm de longitud total[3] i les femelles 1,96.[4]

## Hàbitat
És un peix marí de clima subtropical i associat als esculls de corall que viu fins als 9-26m de fondària.

## Distribució geogràfica
Es troba al Japó, Nova Guinea i Palau.